# Styringomyia neocaledoniae
Styringomyia neocaledoniae là một loài ruồi trong họ Limoniidae. Chúng phân bố ở miền Australasia.